# Tabasco (varumärke)

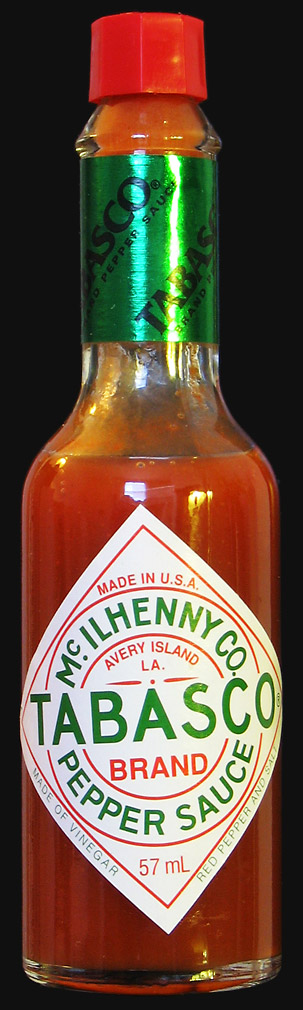
Tabascosås

Tabasco är ett varumärke för en serie kryddsåser producerade av företaget McIlhenny Company i Louisiana i USA.

## Ingredienser
Tabasco Pepper Sauce är gjord på chilifrukten tabasco, vinäger och salt.

## Tillverkning
Den röda pepparn plockas från busken när den mognat, krossas och blandas med åtta viktprocent salt. Massan hälls i ektunnor och får jäsa under tre år. Därefter silas massan och blandas med tioprocentig ättika.

## Historik
Den ursprungliga såsen, kallad Tabasco Pepper Sauce, skapades av Edmund McIlhenny, en före detta bankir som flyttade till Louisiana runt 1840. Inledningsvis använde McIlhenny kasserade parfymflaskor för att distribuera sås till familj och vänner och när han 1868 började sälja såsen till allmänheten, beställde han tusentals "parfymflaskor" från ett glasbruk i New Orleans.

## Styrka

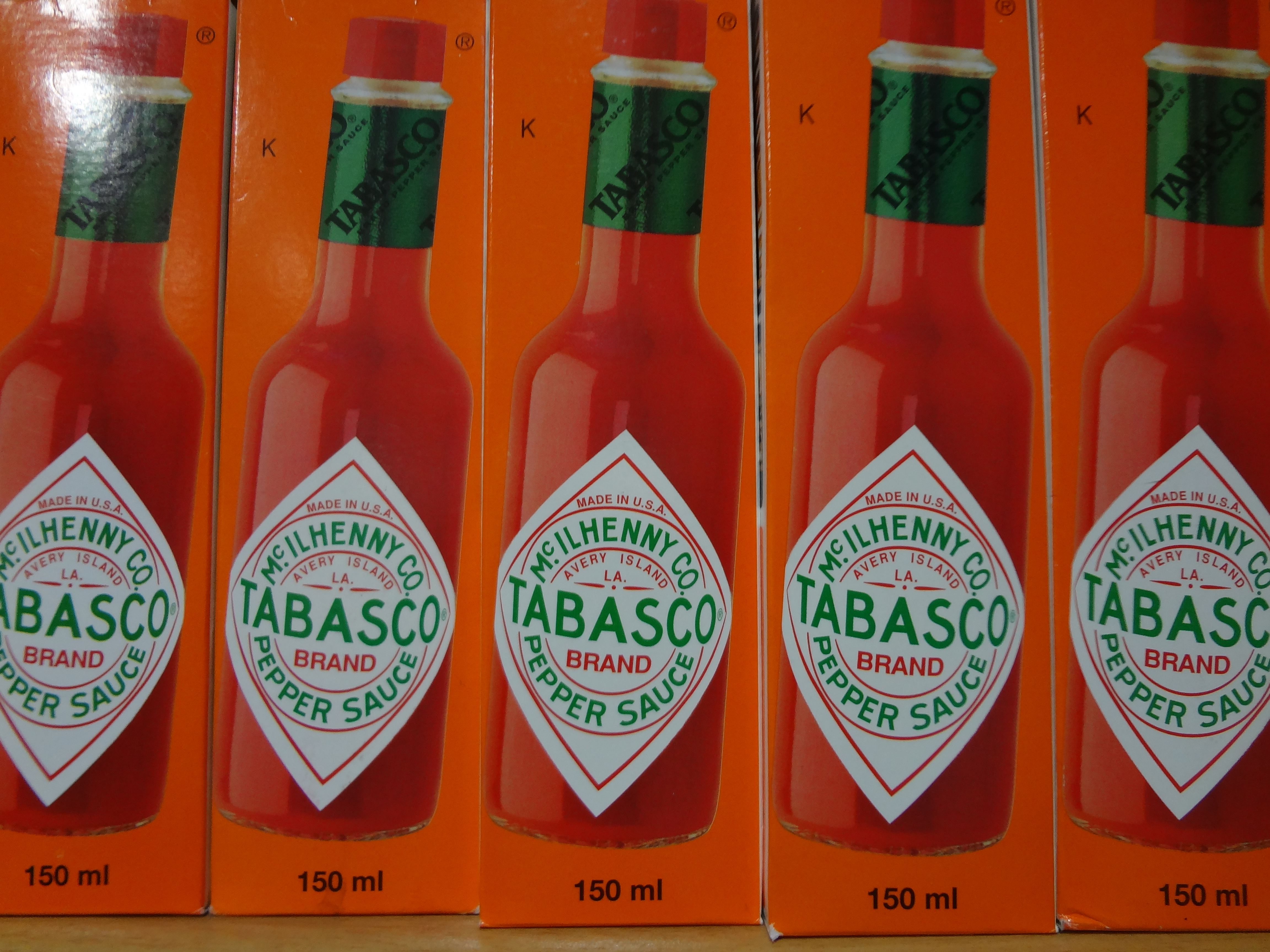

Den ursprungliga såsen mäter mellan 2 500 och 5 000 SCU på scovilleskalan.